# 赭阳街道
赭阳街道是中华人民共和国河南省南阳市方城县下辖的一个街道办事处。2021年5月31日挂牌成立，但未获省民政厅批准。

## 行政区划
赭阳街道下辖以下村级行政区划单位：
八里岔村、刘庄村、张庄村、营坊村、程庄村、齐庄村、姬庄村。